# Janja Kantakuzinović
Janja Kantakuzinović (nakon 1435. – rujan 1477.) je bio plemić iz rudarskog gradića Novo Brdo (tadašnja Srpska despotovina), koji je s Osmanskim carstvom trgovao rudama nakon turskog osvajanja Srbije.

## Životopis
Janja je pogubljen u Istanbulu u rujnu 1477. godine po nalogu sultana Mehmeda II., zajedno sa svoja dva mlađa brata, četiri sina i dvanaest unuka. Razlog za smaknuće ove obitelji nije poznat.